# Freddie Spencer Chapman
Freddie Spencer Chapman, né le 10 mai 1907, et décédé le 8 août 1971, est un explorateur et un officier militaire britannique, pendant la Seconde Guerre mondiale, reconnu pour ses faits d'armes contre l'armée japonaise, lors de l'occupation japonaise de la Malaisie. Il a écrit différents ouvrages sur les pays qu'il a visité.

## Biographie
Né en 1907, sa mère meurt d'empoisonnement du sang lorsqu'il a 2 ans. Son père se fait tuer pendant la Première Guerre mondiale, à Ypres, en 1916.

### Expéditions
Il participe en 1930-1931 à la British Arctic Air Route Expedition.
Au début de 1936, il a rejoint l'Expédition britannique à l'Everest de 1936. Il était non seulement un alpiniste passionné, mais il a également étudié l'histoire de l'alpinisme, le Dr Kellas faisant partie de ses héros. Il a connu des ascensions difficiles et a rencontré Basil Gould, le responsable politique du Sikkim, du Bhoutan et du Tibet. Gould a invité Spencer à assurer la fonction de secrétaire particulier de sa mission politique, de juillet 1936 à février 1937, afin de persuader le panchen-lama de revenir de Chine et d'établir une représentation britannique permanente à Lhassa. Spencer apprend le tibétain, suffisamment pour apprendre à converser. Il travaillait dans les cryptes, tenait un journal météorologique, pressait six cents plantes, séchait des graines et prenait des notes sur la vie des oiseaux. Il a tenu un journal des "événements" à Lhassa et a pris de nombreuses photographies  qui ont été envoyées en Inde une fois par semaine. Il a été autorisé à explorer et l'a fait au milieu du Tibet et autour de la ville sainte.
À son retour de Lhassa, Chapman obtint la permission de diriger une expédition au Sikkim, composée de cinq personnes, vers la montagne sacrée de Chomolhari, que le groupe britannique avait emprunté pour se rendre du Tibet au Sikkim en juillet 1936. Chapman et Sherpa Passang Dawa Lama réussirent à devenir les premiers alpinistes à gravir le sommet culminant à 7314 m, qu’ils ont finalement atteints du côté bhoutanais après avoir trouvé la route impraticable du côté tibétain. La montagne ne devait plus être escaladée avant 1970.

## Œuvres
- (en) F Spencer Chapman, Open-air studies in Australia, Londres, 1929 (OCLC 315932177)
- (en) F Spencer Chapman, J M Scott, P M H Lemon et Augustine Courtauld, Northern lights : the official account of the British Arctic air-route expedition 1930-1931, Londres, Chatto and Windus, 1932
- (en) Watkins' Last Expedition, 1934.
- (en) Freddie Spencer Chapma (préf. Sir Charles Bell), Lhasa : The Holy City, Londres, 1938 (OCLC 187098572)
- (en) Helvellyn to Himalaya, 1940.
- (en) Memoirs of a Mountaineer, 1945 (réimpression combinée des deux précédents).
- (en) Travels in Japanese-Occupied Malaya, 194?, 37 p. (OCLC 849917505) (réimpression de Geographical Journal, vol. CX (110), nos. 1-3, Juillet-septembre 1947.)
- (en) The Jungle is Neutral, 1948, 347 p. (ISBN 1-59228-107-9)
- (en) Living Dangerously, 1953.
- (en) Lightest Africa, Londres, Chatto & Windus, 1955 (OCLC 782063087)